# Dryophylax yavi
Dryophylax yavi — вид змій родини полозових (Colubridae). Ендемік Венесуели.

## Поширення і екологія
Dryophylax yavi є ендеміками тепуя Серро-Яві на Гвіанському нагір'ї, в штаті Амасонас. Вони живуть на високогірних луках, на висоті 2150 м над рівнем моря. Живляться дрібними ящірками та їх яйцями.